# 北海道道680号班溪美深停车场线
北海道道680号班溪美深停车场线（日语：北海道道680号班渓美深停車場線）是一条位于北海道上川综合振兴局管内中川郡美深町的普通道级道路（北海道道）。

## 道路概况
- 起点：北海道中川郡美深町斑渓（美深歌登大規模林道交点）
- 終点：北海道中川郡美深町美深（JR北海道 美深站）
- 总距离：13.0千米（内、重複区間2.6千米）

## 经过的自治体
- 上川综合振興局
  - 中川郡美深町

## 主要连接道路
- 北海道道49号美深雄武线（美深 - 美深国道40号交点）：重複
- 国道40号（美深北海道道49号交点 - 美深）：重複

## 历史
- 1970年（昭和45年）3月31日 - 路線勘定（北海道告示第672号）

## 其他他
- 勘定是的路線名为「班渓（ばんけ）」，而起点附近的地名为「斑渓（ぱんけ）」。